# 12-snarige gitaar

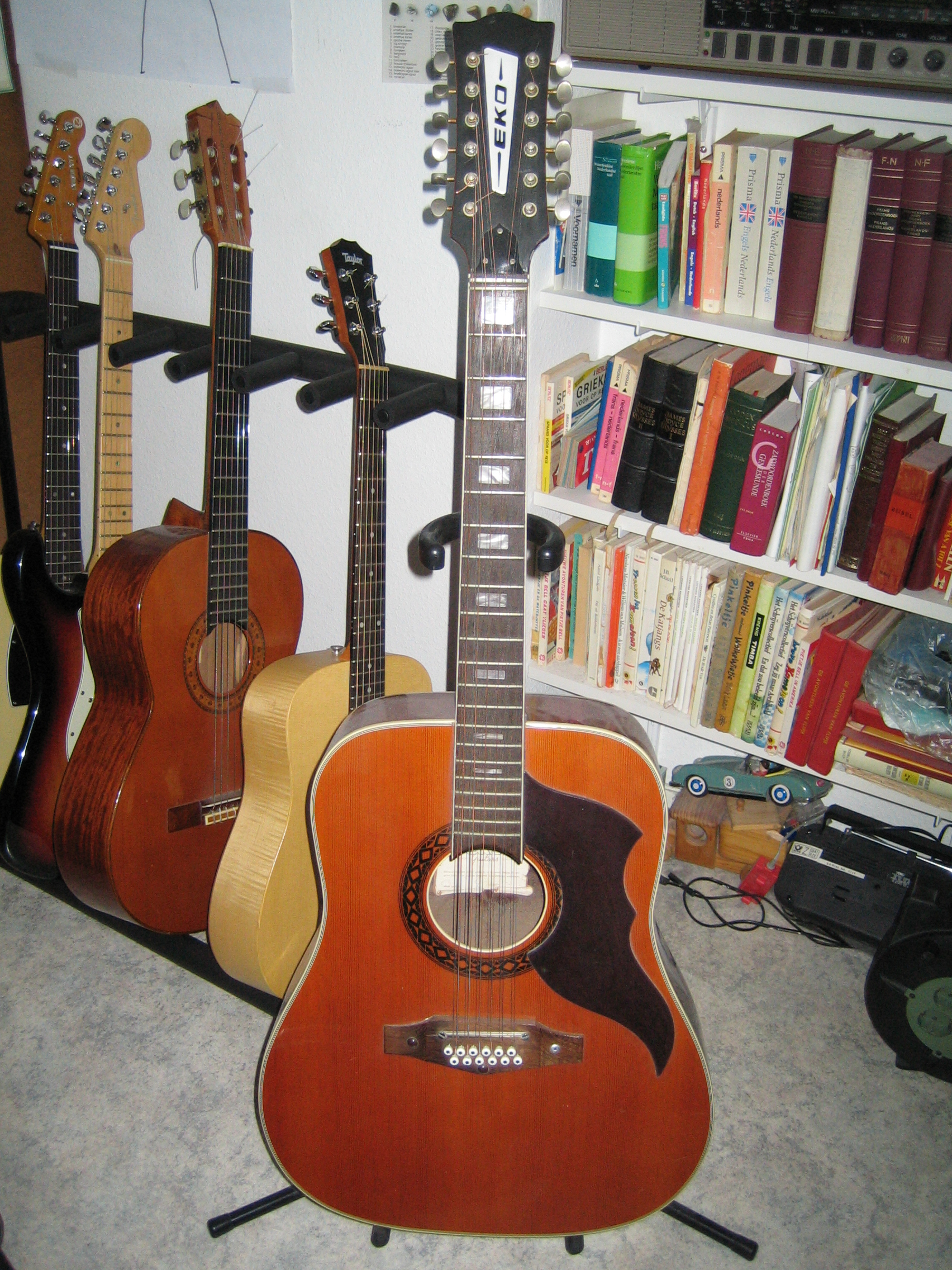
Eko Ranger 12

Een 12-snarige gitaar is een steelstringgitaar met 6 dubbele stalen snaren. Deze wordt voornamelijk gebruikt in pop, folk en rock-'n-roll. De hoogste 2 snaren (de B- en E-snaar) zijn paarsgewijs hetzelfde gestemd en de overige 4 paren zijn telkens een octaaf verschillend gestemd.
De 12-snarige gitaar bestaat zowel in een akoestische als een elektrische versie. De akoestische modellen zijn te rekenen tot de westerngitaren.

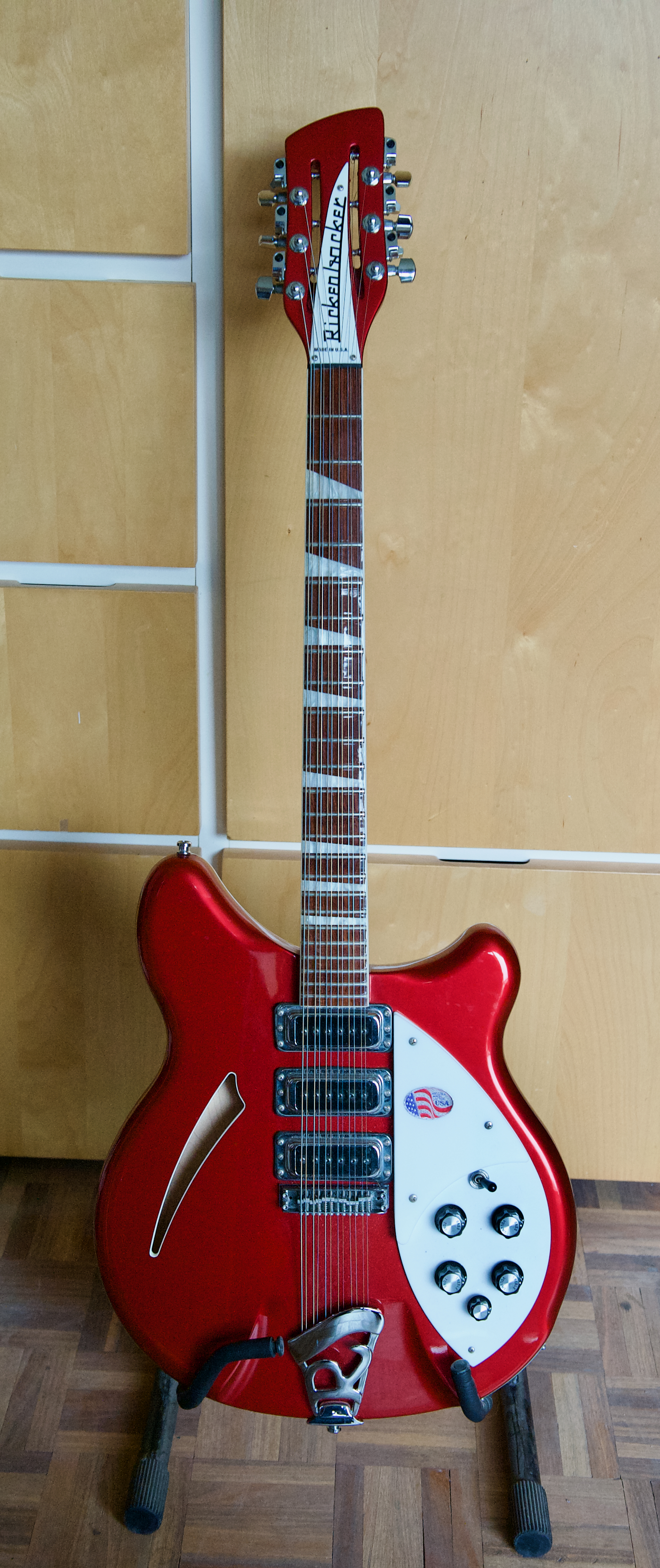
Rickenbacker 370-12 RM Roger McGuin model, zonder zijn signature

Waar het 12-snarige elektrische gitaren betreft, behoren de modellen van Rickenbacker tot de bekendste modellen dankzij gitaristen als George Harrison, Roger McGuinn en Tom Petty. De modellen van Rickenbacker wijken af van vrijwel alle andere merken in dat de octaafsnaren aan de andere zijde van de basissnaren zitten en de compacte kop bevat 12 stemmechanieken die om en om haaks zijn geplaatst.
Ook Fender bracht in de jaren zestig de Electric XII op de markt. De twaalfsnarige budgetmodellen van Danelectro werden ook veel gebruikt in de jaren 1960.
Led Zeppelins Jimmy Page had dubbelhalzige Gibson SG (Gibson EDS 1275) zodat hij live zowel de 12-snarige als de zessnarige partijen van Stairway to heaven kon spelen zonder van gitaar te wisselen. Op de plaat speelde hij overigens op een akoestische twaalfsnaar. Ook Don Felder van The Eagles speelde live om dezelfde reden op zo’n gitaar als ze Hotel California speelden.
In de jaren 70 was (ook in Nederland) de EKO Ranger 12 een erg populaire 12-snarige gitaar. Deze gitaar heeft bijvoorbeeld Bob Taylor van Taylor Guitars geïnspireerd tot het zelf bouwen van gitaren.

## Bekende songs
Een kleine greep uit een lange lijst van hits waarin twaalfsnarige gitaren een belangrijke rol vervullen.
- Wish You Were Here - Pink Floyd
- Ticket to Ride - The Beatles
- A Hard Day’s Night - The Beatles
- Sloop John B - The Beach Boys
- Hotel California - The Eagles
- Stairway to Heaven - Led Zeppelin
- Mr Tambourine man - The Byrds
- Turn! Turn! Turn! - The Byrds
- Wanted Dead or Alive - Bon Jovi
- Free fallin'- Tom Petty and the Heartbreakers